# Niente di nuovo sul fronte di Rebibbia
Niente di nuovo sul fronte di Rebibbia è un fumetto di Zerocalcare, pubblicato da BAO Publishing nel 2021.
Il volume è una raccolta di storie pubblicate tra febbraio 2019 ed il 2021 sul suo blog e su siti, giornali e riviste con cui l'autore ha collaborato, alle quali si aggiungono cinque storie inedite.